# Scharans
Scharans est une commune suisse du canton des Grisons, située dans la région de Viamala.

## Monuments et curiosités
Le village de Scharans situé à l'entrée de l'alter Schyn possède un noyau médiéval aujourd'hui encore bien conservé. Le centre du village ainsi que la maison Bardill (ancienne maison Gees) sont reconnus comme biens culturels suisses d'importance nationale.
- L'église réformée a été reconstruite vers 1490 sur un édifice plus ancien. La nef avec voûte à nervures en losanges est l'œuvre d'Andreas Bühler[5], la voûte à nervures réticulées du chœur est de Steffan Klain[6]. L'étage des cloches en bois, surmonté d'un toit en pavillon au-dessus de la maçonnerie romane du clocher date de la même époque. À l'intérieur, tabernacle mural du gothique tardif avec l'inscription « Meister Steffan » ainsi que marque de tâcheron de Bernardo de Poschiavo[7].
- Dans le sud du village, maison Bardill sur l'emplacement d'une métairie épiscopale construite 1605. Peintures d'Hans Ardüser[8], rouleaux et guirlandes caractéristiques ainsi qu'armoiries des Trois Ligues[9] et du constructeur.
- Maison Buchli-Balzer construite en 1668 avec peintures sur la façade[10].
- Maison communale bâtie en 1978 par l'architecte Monika Brügger[10].

Vue aérienne de 2000 m par Walter Mittelholzer (1925).